# 머라이어 엔젤리크
머라이어 엔젤리크(Mariah Angeliq, 1999년 8월 7일 ~ )는 미국의 가수이다.

## 음반 목록
- Normal (2020)
- La Tóxica (2021)